# خريطة المفهوم
خريطة المفهوم

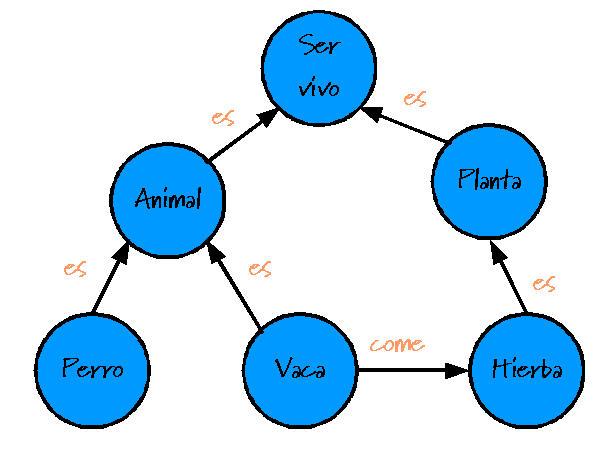

خريطة المفهوم أو الرسم التخطيطي المفاهيمي هو مخطط يقوم بتصوير العلاقات المقترحة بين أي مفاهيم. [1] يمكن استخدام خرائط المفاهيم من قبل المصمم التعليمي والمهندسين والكتاب التقنيين وغيرهم من اجل التنظيم وهيكلة المعرفة.
تمثل خريطة المفهوم عادةً الأفكار والمعلومات كمربعات أو دوائر، والتي تتصل بها بأسهم تتم تسميتها، غالبًا في بنية هرمية متفرعة لأسفل. يمكن التعبير عن العلاقة بين المفاهيم في عبارات ربط مثل «الأسباب»، «تتطلب ذلك»، «مثل» أو «يساهم في». [2]
التقنية التي تصور هذه العلاقات بين المفاهيم المختلفة تسمى تخطيط المفاهيم. تم استخدام خرائط المفاهيم لتحديد الأنطولوجيا لأنظمة الكمبيوتر، على سبيل المثال مع نمذجة دور الكائن أو شكلية لغة النمذجة الموحدة.
نظرة عامة

خريطة المفهوم هي طريقة من أجل تمثيل العلاقات بين الأفكار أو الصور أو الكلمات بنفس الطريقة التي يمثل بها مخطط الجملة للقواعد النحوية للجملة، وخريطة الطريق تمثل مواقع الطرق السريعة والمدن، ويمثل مخطط الدائرة عمل جهاز كهربائي. في خريطة المفاهيم، ترتبط كل كلمة أو عبارة بأخرى، وتربطها بالفكرة أو الكلمة أو العبارة الأصلية. تعد خرائط المفاهيم طريقة من أجل تطوير التفكير المنطقي ومهارات الدراسة من خلال الكشف عن الروابط ومساعدة الطلاب على رؤية كيف تشكل الأفكار الفردية مجموعة أكبر من الافكار. يتم توفير مثال على استخدام خرائط المفاهيم في سياق التعلم عن أنواع الوقود. [التوضيح مطلوب] [3]
تم تطوير خرائط المفاهيم لتعزيز التعلم الهادف في العلوم. [4] تنمو خريطة المفاهيم المصممة جيدًا ضمن إطار بمساق محدد بواسطة «سؤال تركيز» واضح، في حين أن الخريطة الذهنية غالبًا ما تحتوي فقط على فروع تشع من الصورة المركزية. تشير بعض الأدلة البحثية إلى أن الدماغ يخزن المعرفة على أنها منتجات التي تعمل على محتوى الذاكرة التقريرية، والتي يشار إليها أيضًا باسم القطع أو الاقتراحات. [5] [6] نظرًا لأن خرائط المفاهيم يتم إنشاؤها لتعكس تنظيم نظام الذاكرة التقريرية، فإنها تسهل صنع المعنى والتعلم الهادف من جانب الأفراد الذين يقومون بصنع خرائط المفاهيم وأولئك الذين يستخدمونها.
الاختلافات من رؤية الأخرى
- خرائط الموضوع: تشبه خرائط المفاهيم إلى حد ما خرائط الموضوع حيث يسمح كلاهما بربط المفاهيم أو الموضوعات عبر أستخدام الرسوم البيانية. من بين المخططات والتقنيات المختلفة من أجل تصور الأفكار والعمليات والمنظمات، تعد خرائط المفاهيم، كما قام بتطويرها جوزيف نوفاك، فريدة من نوعها في أساسها الفلسفي، والتي "تصنع المفاهيم، والمقترحات المكونة من هذه المفاهيم، والعناصر المركزية في بنية المعرفة وبناء المعنى.[7]
- الخرائط الذهنية: يمكن أن تتناقض كل من خرائط المفاهيم وخرائط الموضوعات مع الخرائط الذهنية، والتي غالبًا ما تقتصر على التسلسلات الهرمية الشعاعية والهياكل الشجرية. التناقض الآخر بين تخطيط المفاهيم ورسم الخرائط الذهنية هو السرعة والعفوية عند إنشاء خريطة ذهنية. تعكس الخريطة الذهنية ما تفكر به حول موضوع واحد، والتي يمكن أن تركز على العصف الذهني لمجموعة أشخاص. يمكن أن تكون خريطة المفهوم خريطة أو طريقة عرض نظام أو نظام حقيقي (مجرد) أو مجموعة من المفاهيم. تعد خرائط المفاهيم أكثر حرية، حيث يمكن إنشاء محاور ومجموعات متعددة، على عكس الخرائط الذهنية، التي تظهر عادةً من مركز واحد رئيسي.
التاريخ
تم تطوير رسم خرائط المفاهيم بواسطة جوزيف دي نوفاك وفريقه البحثي في جامعة كورنيل في السبعينيات كوسيلة لتمثيل المعرفة العلمية الناشئة للطلاب. [8] تم استخدامه لاحقًا كوسيلة لزيادة التعلم الهادف في مجال العلوم والمواضيع الأخرى بالإضافة إلى تمثيل المعرفة المتخصصة للأفراد والفرق في التعليم والحكومة والأعمال. تعود أصل خرائط المفاهيم إلى حركة التعلم المسماة البنائية. على وجه الخصوص، يعتقد البنائيون أن المتعلمين يبنون المعرفة من خلال نشاط.
يعتمد عمل نوفاك على النظريات المعرفية لديفيد أوسوبيل، الذي شدد على أهمية المعرفة السابقة في القدرة على تعلم (أو استيعاب) مفاهيم جديدة: «إن العامل الوحيد الأكثر أهمية الذي يؤثر على التعلم هو ما يعرفه المتعلم بالفعل. تأكد من ذلك وقم بالتدريس وفقًا لذلك.»[9] قام نوفاك بتعليم الطلاب الذين لا تتجاوز أعمارهم ست أعوام عمل خرائط مفاهيم لتمثيل استجابتهم لأسئلة التركيز مثل«ما هي المياه؟» «ما أسباب الفصول؟» يذكر نوفاك في كتابه «تعلم كيفية التعلم» أن «التعلم الهادف ينطوي على استيعاب مفاهيم ومقترحات جديدة في هياكل المعرفية القائمة».
بذلت محاولات مختلفة لوضع تصور لعملية إنشاء خرائط المفاهيم. اقترح راي ماكاليز، في سلسلة من مقالاته، أن رسم الخرائط هو عملية تفريغ. في هذه الورقة البحثية لعام 1998، اعتمدت ماكاليز على أعمال [10] وورقة كتبها سويلر وتشاندلر. [11] في الجوهر، تقترح ماكاليز أن عملية جعل المعرفة صريحة، باستخدام العقد والعلاقات، تسمح للفرد بأن يصبح على دراية بما يعرفه ونتيجة لذلك يكون قادرًا على تعديل ما يعرفه. [12] تطبق ماريا بيربيلي الفكرة نفسها لمساعدة الأطفال الصغار على تعلم التفكير فيما يعرفونه. [13] يوحي مفهوم ساحة المعرفة بوجود مساحة افتراضية حيث يمكن للمتعلمين استكشاف ما يعرفونه وما لا يعرفونه.
الأستخدام
تُستخدم خرائط المفاهيم من اجل تحفيز توليد الأفكار، ويُعتقد أنها تساعد على الإبداع. [2] كما يستخدم رسم خرائط المفاهيم أحيانًا في تبادل الأفكار. على الرغم من أنها غالبًا ما تكون شخصية وذات طابع خاص، إلا أنه يمكن استخدام خرائط المفاهيم لتوصيل الأفكار المعقدة.
تُستخدم خرائط المفاهيم الرسمية في تصميم البرامج، حيث الاستخدام الشائع هو رسم تخطيطي للغة النمذجة الموحدة بين الاتفاقيات المماثلة وبين منهجيات التطوير.
يمكن أيضًا اعتبار تخطيط المفاهيم كخطوة أولى في بناء الأنطولوجيا، ويمكن أيضًا استخدامه بمرونة لتمثيل الحجة الرسمية - مثل خرائط الحجة.
تستخدم خرائط المفاهيم على نطاق واسع في التعليم والأعمال. تشمل الاستخدامات:
- في تدوين الملاحظات وتلخيص استخلاص المفاهيم الأساسية وعلاقاتها وتسلسلها الهرمي من المستندات والمواد المصدر
خلق معرفة جديدة: على سبيل المثال، تحويل المعرفة الضمنية إلى مورد تنظيمي، رسم خرائط معرفة الفريق
الحفاظ على المعرفة المؤسسية (الاحتفاظ)، على سبيل المثال، استنباط معرفة الخبراء بالموظفين ورسم خرائط لها قبل التقاعد
- نمذجة المعرفة التعاونية ونقل معرفة الخبراء
- تسهيل إنشاء رؤية مشتركة وفهم مشترك داخل فريق أو منظمة.
- التصميم التعليمي: خرائط المفاهيم المستخدمة كـ «المنظمين المتقدمين» التي توفر إطارًا مفاهيميًا أوليًا للمعلومات والتعلم اللاحقين.
-التدريب: تُستخدم خرائط المفاهيم «كمنظمين متقدمين» من Ausubelian لتمثيل سياق التدريب وعلاقته بوظائفهم، والأهداف الاستراتيجية للمنظمة، وأهداف هذا التدريب.
- توصيل الأفكار والحجج المعقدة
- فحص تناسق الأفكار والحجج المعقدة والمصطلحات المرتبطة بها
- تفصيل الهيكل الكامل للفكرة أو سلسلة الأفكار أو خط المناقشة (بهدف محدد هو كشف الأخطاء أو الأخطاء أو الفجوات في تفكير المرء) للتدقيق في الآخرين.
- تعزيز ما وراء المعرفة (تعلم التعلم والتفكير في المعرفة)
- تحسين القدرة في اللغة.
- تقييم فهم المتعلم لأهداف التعلم ومفاهيمه والعلاقة بين تلك المفاهيم
-تطوير المعجم.
المراجع

```
Peter J. Hager, Nancy C. Corbin. Designing & Delivering: Scientific, Technical, and Managerial Presentations, 1997, . 163.
Joseph D. Novak & Alberto J. Cañas (2006). "The Theory Underlying Concept Maps and How To Construct and Use Them", Institute for Human and Machine Cognition. Accessed 24 Nov 2008.
CONCEPT MAPPING FUELS Archived 2011-07-21 at the Wayback Machine. Accessed 24 Nov 2008.
Novak, Joseph. "The Theory Underlying Concept Maps and How to Construct and Use Them". Institute for Human and Machine Cognition. IHMC. Retrieved 1 January 2020.
Anderson, J. R., & Lebiere, C. (1998). The atomic components of thought. Mahwah, NJ: Erlbaum.
Anderson, J. R., Byrne, M. D., Douglass, S., Lebiere, C., & Qin, Y. (2004). An Integrated Theory of the Mind. Psychological Review, 111(4), 1036–1050.
Novak, J.D. & Gowin, D.B. (1996). Learning How To Learn, Cambridge University Press: New York, p. 7.
"Joseph D. Novak". Institute for Human and Machine Cognition (IHMC). Retrieved 2008-04-06.
Ausubel, D. (1968) Educational Psychology: A Cognitive View. Holt, Rinehart & Winston, New York.
Sowa, J.F., 1983. Conceptual structures: information processing in mind and machine, Addison-Wesley.
Sweller, J. & Chandler, P., 1991. Evidence for Cognitive Load Theory. Cognition and Instruction, 8(4), p.351-362.
McAleese, R. (1998) The Knowledge Arena as an Extension to the Concept Map: Reflection in Action, Interactive Learning Environments, 6(3), p.251–272.
Birbili, M. (2006) "Mapping Knowledge: Concept Maps in Early Childhood Education" Archived 2010-09-14 at the Wayback Machine, Early Childhood Research & Practice, 8(2), Fall 2006
```